# クロモグリク酸
クロモグリク酸（クロモグリクさん、Cromoglicic acid）は、伝統的に肥満細胞安定化薬と呼ばれる医薬品である。この薬剤は、肥満細胞からのヒスタミンなどの炎症性化学物質の放出を抑制する。
クロモグリク酸は喘息の治療において、非コルチコステロイド系の治療薬として選択されてきたが、その利便性（および安全性の認識）からロイコトリエン受容体拮抗薬に大きく取って代わられた。クロモグリク酸は1日4回の投与が必要であり、吸入コルチコステロイドとの併用による追加効果は期待できない。

## 効能・効果

### 日本
エアゾール剤・吸入液
気管支喘息
点眼剤
春季カタル、アレルギー性結膜炎
細粒
食物アレルギーに基づくアトピー性皮膚炎
点鼻液
アレルギー性鼻炎

### 欧米
- アレルギー性鼻炎の治療のための鼻腔スプレー（英国、フランス、米国、オランダ）
- 喘息治療のためのネブライザーによるエアゾール
- 喘息の予防管理を目的とした吸入（英国）[7] - インタールのメーカーであるキング・ファーマシューティカルズ社は、CFCフリーの噴霧剤の問題により、吸入剤であるクロモリンナトリウム吸入エアゾールの製造を中止した[8][9]。欧州ではサノフィ社がノンフロンで製造しているが、米国ではカナダまたはメキシコから輸入する必要がある。
- アレルギー性結膜炎の点眼剤（英国、カナダ）[10]
- 肥満細胞症[11]、肥満細胞活性化症候群（英語版）、皮膚描記症性蕁麻疹（英語版）、潰瘍性大腸炎の治療を目的とした経口剤。また、経口剤は食物アレルギーに使用される。

## 副作用
重大な副作用は下記のとおりである。
エアゾール剤・吸入液
- 気管支痙攣
- PIE症候群（好酸球増多を伴う肺浸潤；発熱、咳嗽、喀痰を伴うことが多い）
- アナフィラキシー様症状（呼吸困難、血管浮腫、蕁麻疹など）

点眼剤
- アナフィラキシー（呼吸困難、血管浮腫、蕁麻疹など）

細粒
- 設定なし

点鼻液
- アナフィラキシー様症状（呼吸困難、血管浮腫、蕁麻疹など）

## 作用機序
"クロモグリク酸は、通常なら炎症細胞を引き寄せるメディエーターの放出を防ぎ、炎症細胞を安定させる。粘膜に見られるMCT肥満細胞が安定化される。" ネドクロミルも肥満細胞を安定化させる薬で、喘息の抑制に効果がある。根本的な作用機序は完全には解明されていない。クロモグリク酸は肥満細胞を安定化させるが、この機序が喘息に効く理由ではないだろうからだ。肥満細胞を安定させる作用が同等かそれ以上の20種類の関連化合物が製造されているが、いずれも抗喘息作用を示していない。これらは、刺激物であるカプサイシンに対する感覚C線維の反応を抑制し、喘息に関与する局所軸索反射を阻害することで作用している可能性が高く、また、喘息に関与する貯留されたT細胞サイトカインやメディエーターの放出を抑制する可能性もある。
塩素イオンチャネルを多少阻害することが知られており（37％±7％）、その結果、以下を抑制する可能性がある。
- 感覚神経終末上の刺激受容体の刺激によって引き起こされる誇張された神経反射（例：運動誘発性ぜんそく）
- アレルゲン誘発性喘息における数種類の炎症細胞（T細胞、好酸球）からの貯留サイトカインの放出

注：同じ研究において、別の化学物質（NPPB：5-ニトロ-2（3-フェニル）プロピルアミノ-安息香酸）が、より効果的な塩素イオンチャネル遮断薬であることが示された。
最終的にはカルシウムの流入を抑制することで作用すると考えられる。
クロモグリク酸はクロモンに分類される。
クロモグリク酸は、インスリン誘発性脂肪萎縮症の治療薬としても試験されている。クロモグリク酸はS100Pタンパク質と結合し、RAGEとの相互作用を阻害することも知られている。

## 歴史
クロモグリク酸ナトリウムは、1965年に自身も喘息患者であったRoger Altounyanによって発見された。クロモグリク酸ナトリウムは多くの場合、患者をステロイドから解放することができるため、喘息の管理における画期的な薬剤と考えられている。しかし、主にアレルギー性喘息や運動誘発性喘息の予防に効果があり、急性発作の治療には使用できないとされている。Altounyanは、気管支拡張作用を持つある種の植物やハーブについて調べていた。その一つが、エジプトで古くから筋弛緩剤として使われていたケラ（khella、学名：Ami visnaga）という植物であった。Altounyanは、有効成分ケリン（khellin）の誘導体を意図的に吸入して、喘息の発作をブロックできるかどうかを調べた。数年の試行錯誤の後、彼はクロモグリク酸ナトリウムという有効かつ安全な喘息予防化合物を単離した。

## 参考資料
1. ↑  Fanta CH (March 2009). “Asthma”. New England Journal of Medicine 360 (10):  1002–14. doi:10.1056/NEJMra0804579. PMID 19264689. Review.
2. 1 2  “インタールエアロゾル1mg 添付文書”. www.info.pmda.go.jp. 2021年12月8日閲覧。
3. 1 2  “インタール吸入液1％ 添付文書”. www.info.pmda.go.jp. 2021年12月8日閲覧。
4. 1 2  “インタール点眼液UD2％ 添付文書”. www.info.pmda.go.jp. 2021年12月8日閲覧。
5. 1 2  “インタール細粒10％ 添付文書”. www.info.pmda.go.jp. 2021年12月8日閲覧。
6. 1 2  “ルゲオン点鼻液2% 添付文書”. www.info.pmda.go.jp. 2021年12月8日閲覧。
7. ↑  “A comparative study of the clinical efficacy of nedocromil sodium and placebo. How does cromolyn sodium compare as an active control treatment?”. Chest 109 (4):  945–52. (April 1996). doi:10.1378/chest.109.4.945. PMID 8635375.  オリジナルの2013-04-14時点におけるアーカイブ。.
8. ↑  Eric Carter (2009年7月31日). “King Pharmaceuticals: Dear Healthcare Professionals”. Food and Drug Administration.   King Pharmaceuticals. 2012年5月28日閲覧。
9. ↑  “Intal Inhaler discontinued - MPR”.   Empr.com (2009年8月4日). 2012年5月28日閲覧。
10. ↑  Castillo M, Scott NW, Mustafa MZ, Mustafa MS, Azuara-Blanco A (2015). “Topical antihistamines and mast cell stabilisers for treating seasonal and perennial allergic conjunctivitis”. Cochrane Database Syst Rev 6 (6):  CD009566. doi:10.1002/14651858.CD009566.pub2. hdl:2164/6048. PMID 26028608.
11. ↑  “Cromolyn sodium in the management of systemic mastocytosis”. J. Allergy Clin. Immunol. 85 (5):  852–5. (May 1990). doi:10.1016/0091-6749(90)90067-E. PMID 2110198.
12. ↑  Werner's Pathophysiology page 224
13. 1 2  H. P. Rang et al., Pharmacology, Fifth Edition. (2003) ISBN 0-443-07145-4
14. ↑  Heinke, S; Szucs G; Norris A; Droogmans G; Nilius B (August 1995). “Inhibition of volume-activated chloride currents in endothelial cells by chromones”. Br J Pharmacol 115 (8):  1393–8. doi:10.1111/j.1476-5381.1995.tb16629.x. PMC 1908889. PMID 8564197.
15. ↑  Phua, EJ; Lopez, X; Ramus, J; Goldfine, AB (December 2013). “Cromolyn sodium for insulin-induced lipoatrophy: old drug, new use.”. Diabetes Care 36 (12):  e204-5. doi:10.2337/dc13-1123. PMC 3836099. PMID 24265375.
16. ↑  “A Surprising Option for Managing Insulin-Induced Lipoatrophy” (2013年12月18日). 2021年12月8日閲覧。
17. ↑  Penumutchu, Srinivasa R.; Chou, Ruey-Hwang; Yu, Chin (2014-08-01). “Structural Insights into Calcium-Bound S100P and the V Domain of the RAGE Complex”. PLOS ONE 9 (8):  e103947. Bibcode: 2014PLoSO...9j3947P. doi:10.1371/journal.pone.0103947. ISSN 1932-6203. PMC 4118983. PMID 25084534.
18. ↑  Penumutchu, Srinivasa R.; Chou, Ruey-Hwang; Yu, Chin (2014-10-17). “Interaction between S100P and the anti-allergy drug cromolyn”. Biochemical and Biophysical Research Communications 454 (3):  404–409. doi:10.1016/j.bbrc.2014.10.048. ISSN 1090-2104. PMID 25450399.